# Revolverman

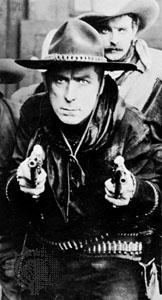
Skådespelaren William S. Hart i rollen som revolverman i filmen The Gun Fighter (1917).

Revolverman (engelska gunfighter, gunslinger eller hired gun) är en person som är skicklig på att hantera handeldvapen och beredd att döda eller skada andra människor mot betalning. Revolvermän är mest kända från vilda västern där de under senare hälften av 1800-talet var vanligt förekommande. Många var yrkesmördare, prisjägare, rånare eller rövare.

## Kända revolvermän
- Jesse James
- Doc Holliday
- Billy the Kid
- Wild Bill Hickok
- Wyatt Earp
- Sundance Kid
- Harvey Logan, känd som Kid Curry
- Johnny Ringo